# Bibliothèque d'État de Wurtemberg
La bibliothèque d'État de Wurtemberg, en allemand : Württembergische Landesbibliothek (WLB), est une grande bibliothèque de Stuttgart, en Allemagne, dont l'histoire remonte à la bibliothèque publique ducale du Wurtemberg, fondée en 1765.

## Description
Elle contient environ 4 millions d'ouvrages et est donc la quatrième plus grande bibliothèque du Land de Bade-Wurtemberg (après les bibliothèques universitaires de Fribourg-en-Brisgau, Heidelberg et Tübingen). La WLB possède une importante collection de manuscrits médiévaux ainsi que l'une des plus grandes collections bibliques au monde.
La WLB est l'une des deux bibliothèques du Land de Bade-Wurtemberg, l'autre étant la Badische Landesbibliothek (BLB) à Karlsruhe. L'un des principaux objectifs de la bibliothèque est de collecter et d'archiver la littérature écrite provenant et concernant le Regierungsbezirk (subdivision du Land) de Tübingen et le Regierungsbezirk de Stuttgart, c'est-à-dire à peu près l'ancien Land de Wurtemberg. La bibliothèque a droit au dépôt légal de tous les ouvrages publiés dans le Bade-Wurtemberg (avant 1964 : dans le Wurtemberg).
Elle fait également partie du système de bibliothèques de l'université de Stuttgart, depuis 1967. En tant que bibliothèque universitaire, elle est responsable des sections des sciences humaines de l'université de Stuttgart ainsi que de la faculté de musique de Stuttgart et de l'académie des arts de Stuttgart.